# Charlotte Dubreuil
Pour les articles homonymes, voir Dubreuil.
Charlotte Dubreuil, née le 27 avril 1940 à Paris, est une cinéaste et romancière française.

## Biographie
Charlotte Dubreuil est une figure discrète du cinéma français. Elle commence une carrière d'actrice très jeune, montant sur les planches dès quatorze ans. Mais, assez rapidement, c'est une plume à la main et derrière les caméras qu'elle se sent le plus à son aise.
Durant son parcours cinématographique, elle travaille avec Claudia Cardinale, Bernard Le Coq et d'autres qui se retrouvent dans son dernier film Elles ne pensent qu'à ça !. Elle écrit aussi un film à la demande de Bertrand Tavernier qui en sera le réalisateur dans Des enfants gâtés.
En plus d'être scénariste et réalisatrice de nombreux films, Charlotte Dubreuil est aussi écrivain ; elle publie son deuxième roman  Au Cœur de l'Ombrière, en 2007, aux éditions Anne Carrière.

## Filmographie

### Réalisatrice
- 1976 : Qu'est-ce que tu veux Julie ?
- 1979 : Cinéma 16 - téléfilm : La Peine perdue ou le présent composé
- 1979 : Ma Chérie
- 1982 : La Côte d'amour
- 1987 : Mirage dangereux - téléfilm
- 1993 : Elles ne pensent qu'à ça !

### Scénariste
- 1974 : Pas si méchant que ça de Claude Goretta
- 1976 : Qu'est-ce que tu veux Julie ? de Charlotte Dubreuil
- 1977 : Des enfants gâtés de Bertrand Tavernier
- 1982 : La Côte d'amour de Charlotte Dubreuil
- 1993 : Elles ne pensent qu'à ça ! de Charlotte Dubreuil

### Actrice
- 1971 : L'Humeur vagabonde  d'Édouard Luntz
- 1973 : L'An 01 de Jacques Doillon

## Publications
- La Restinga, Albin Michel, juillet 2000
- Au Cœur de l'Ombrière, Éditions Anne Carrière, mars 2007